# プリンスオブウェールズ・ハイダー国勢調査地域
座標: 北緯55度35分 西経132度48分 / 北緯55.583度 西経132.800度
プリンスオブウェールズ・ハイダー国勢調査地域（プリンスオブウェールズ・ハイダーこくせいちょうさちいき、英語: Prince of Wales-Hyder Census Area）は、アメリカ合衆国アラスカ州非自治郡の国勢調査地域。州南東部に位置する。人口は5,753人（2020年国勢調査）。最大のコミュニティはCDPのメトラカトラ、市に限る場合はクレイグ。

## 地理
アメリカ合衆国国勢調査局によれば、プリンスオブウェールズ・ハイダー国勢調査地域の面積は7,683平方マイル (19,900 km2)で、そのうち陸地は3,923平方マイル (10,160 km2)、水域は3,760平方マイル (9,700 km2)、割合は48.9パーセントである。
プリンスオブウェールズ島および周辺の島嶼、そしてケチカンゲートウェイ郡を挟んだ飛び地となっている大陸部のハイダーから成る。2008年5月まではケチカンゲートウェイ郡を取り囲むように広がっていたが、ハイダーを除くほぼ全ての大陸部が同郡に編入されたことで飛び地となった。
ハイダーはアラスカ州最東端のコミュニティで、自動車で到達できる同州最南端のコミュニティでもある。ただし陸路でアクセスできるのはカナダ領スチュワートに限られる。

### 隣接する行政区画
- ピーターズバーグ郡 - 北
- ランゲル市郡 - 北東
- ケチカンゲートウェイ郡 - プリンスオブウェールズ島とハイダーの間
- カナダ ブリティッシュコロンビア州キティマット・スティキーン地域 - 東
- カナダ ブリティッシュコロンビア州ノース・コースト地域 - 南（海上国境、ディクソン海峡とヘカト海峡（英語版））
- シトカ市郡 - 北西
- フーナー・アングーン国勢調査地域 - 北

## 歴史

プリンスオブウェールズ・アウターケチカン国勢調査地域時代の地図

1980年、プリンスオブウェールズ国勢調査区とアウターケチカン国勢調査区が合併し、プリンスオブウェールズ・アウターケチカン国勢調査地域（Prince of Wales–Outer Ketchikan Census Area）が成立した。人口は3,822人（1980年）、6,278人（1990年）、6,146人（2000年）であった。
2008年5月19日、ハイダーを除く大陸部がケチカンゲートウェイ郡に編入された。6月1日、メイヤーズチャックがランゲル市郡に編入された。同日、残留した地域はプリンスオブウェールズ・ハイダー国勢調査地域に再編された。

## 住民
アラスカ先住民の割合が比較的高く、2020年国勢調査では白人の人口を上回った。
| 人種 / 民族 (NH = 非ヒスパニック)               | 人口 2010 | 人口 2020 | % 2010  | % 2020  |
| ----------------------------------------------- | --------- | --------- | ------- | ------- |
| 白人 (NH)                                       | 2,756     | 2,368     | 49.58%  | 41.16%  |
| アフリカ系アメリカ人 (NH)                       | 17        | 21        | 0.31%   | 0.37%   |
| ネイティブ・アメリカンまたはアラスカ先住民 (NH) | 2,165     | 2,529     | 38.95%  | 43.96%  |
| アジア系アメリカ人 (NH)                         | 21        | 25        | 0.38%   | 0.43%   |
| 太平洋諸島系 (NH)                               | 21        | 30        | 0.38%   | 0.52%   |
| その他の人種 (NH)                               | 4         | 16        | 0.07%   | 0.28%   |
| 混血 (NH)                                       | 448       | 604       | 8.06%   | 10.50%  |
| ラテン系アメリカ人（ヒスパニック）              | 127       | 160       | 2.28%   | 2.78%   |
| 合計                                            | 5,559     | 5,753     | 100.00% | 100.00% |

## 都市

### 市
- コフマンケイブ（英語版）
- クレイグ（英語版）
- エドナベイ（英語版）
- ハイダバーグ（英語版）
- ケイク（英語版）
- カサーン（英語版）
- Klawock
- ポートアレクサンダー（英語版）
- ソーンベイ（英語版）
- ホエールパス（英語版）

### 国勢調査指定地域
- ホリス（英語版）
- ハイダー（英語版） - 飛び地
- メトラカトラ（英語版）
- Naukati Bay
- ポイントベーカー（英語版）
- ポートプロテクション（英語版）

### 非法人コミュニティ
- ウォーターフォール（英語版）

### ゴーストタウン
- ケープポール（英語版）

### 先住民保留地
- アネット島（英語版） - ツィムシアン族（英語版）